# Tin Machine Tour
Tournées par Tin Machine
It's My Life Tour (1991-1992)
Le Tin Machine Tour est la première tournée du groupe de rock Tin Machine. Elle prend place entre juin et juillet 1989 afin de promouvoir le premier album du groupe, également intitulé Tin Machine.
Le groupe se produit dans des petites salles, loin des grands stades remplis par David Bowie lors de ses tournées en solo. Les setlists ne comprennent aucun des grands succès de Bowie et se composent uniquement de chansons de Tin Machine et de reprises d'autres artistes.

## Musiciens
- David Bowie : chant, guitare
- Reeves Gabrels : guitare solo
- Tony Sales : basse
- Hunt Sales : batterie, chant
- Kevin Armstrong : guitare rythmique[1]

## Dates
| Date             | Ville       | Pays                 | Salle                        | Remarques |
| ---------------- | ----------- | -------------------- | ---------------------------- | --- |
| ? mai 1989       | Nassau      | Bahamas              | ?                            | Premier concert de Tin Machine, incognito.                                                                                 |
| 31 mai 1989      | New York    | États-Unis           | The Armory                   | Le groupe interprète Heaven's in Here aux International Music Awards.                                                      |
| 14 juin 1989     | New York    | États-Unis           | The World                    | Premier concert de la tournée.                                                                                             |
| 16 juin 1989     | Los Angeles | États-Unis           | The Roxy                     | |
| 17 juin 1989     | Los Angeles | États-Unis           | The Roxy                     | |
| 21 juin 1989     | Copenhague  | Danemark             | Saga Rockteatre              | |
| 22 juin 1989     | Hambourg    | Allemagne de l'Ouest | Docks (en)                   | |
| 24 juin 1989     | Amsterdam   | Pays-Bas             | Paradiso                     | Le clip de Maggie's Farm est tourné durant ce concert.                                                                     |
| 25 juin 1989     | Paris       | France               | La Cigale                    | Plusieurs chansons figurent sur les singles Tin Machine et Prisoner of Love. L'album Live at La Cigale (2019) en est tiré. |
| 27 juin 1989     | Londres     | Royaume-Uni          | The Town & Country Club (en) | |
| 29 juin 1989     | Kilburn     | Royaume-Uni          | National Ballroom            | |
| 1er juillet 1989 | Newport     | Royaume-Uni          | Newport Leisure Centre (en)  | |
| 2 juillet 1989   | Bradford    | Royaume-Uni          | St George's Hall (en)        | |
| 3 juillet 1989   | Livingston  | Royaume-Uni          | The Forum                    | Dernier concert de la tournée.                                                                                             |
| 4 novembre 1989  | Sydney      | Australie            | Moby Dick's                  | Concert unique. |

## Chansons jouées
- De Tin Machine : Heaven's in Here, Tin Machine, Prisoner of Love, Crack City, I Can't Read, Under the God, Amazing, Working Class Hero, Bus Stop, Pretty Thing, Run, Sacrifice Yourself, Baby Can Dance
- Autres chansons de Tin Machine : Now (chute de Tin Machine, retravaillée pour devenir Outside sur l'album 1. Outside), Sorry (parue sur Tin Machine II)
- Reprises d'autres artistes : Maggie's Farm (Bob Dylan), Shakin' All Over (Johnny Kidd and the Pirates)